# Bonhill
Bonhill – miasto w środkowo-zachodniej Szkocji, w jednostce administracyjnej (council area) West Dunbartonshire, położone w dolinie rzeki Leven (Vale of Leven), na jej wschodnim brzegu, naprzeciw miasta Alexandria. W 2011 roku liczyło 9356 mieszkańców.
Najwcześniejsza wzmianka o Bonhill pochodzi z XIII wieku; znajdował się tu wówczas kościół parafialny. Miejscowość rozwinęła się począwszy od końca XVIII wieku jako ośrodek przemysłu włókienniczego – farbiarstwa i bielenia tkanin, którym pozostawała do I połowy XX wieku. Miasto ponownie rozrosło się w latach 70. XX wieku, kiedy to na południowy wschód od historycznego centrum wybudowane zostały rozległe osiedla mieszkalne.
Z Bonhill pochodzili John Pender (1816–1896), przedsiębiorca zaangażowany w budowę sieci podmorskich kabli telegraficznych, oraz James Harrison (1816–1893), pionier techniki chłodniczej.